# 丸一鋼管

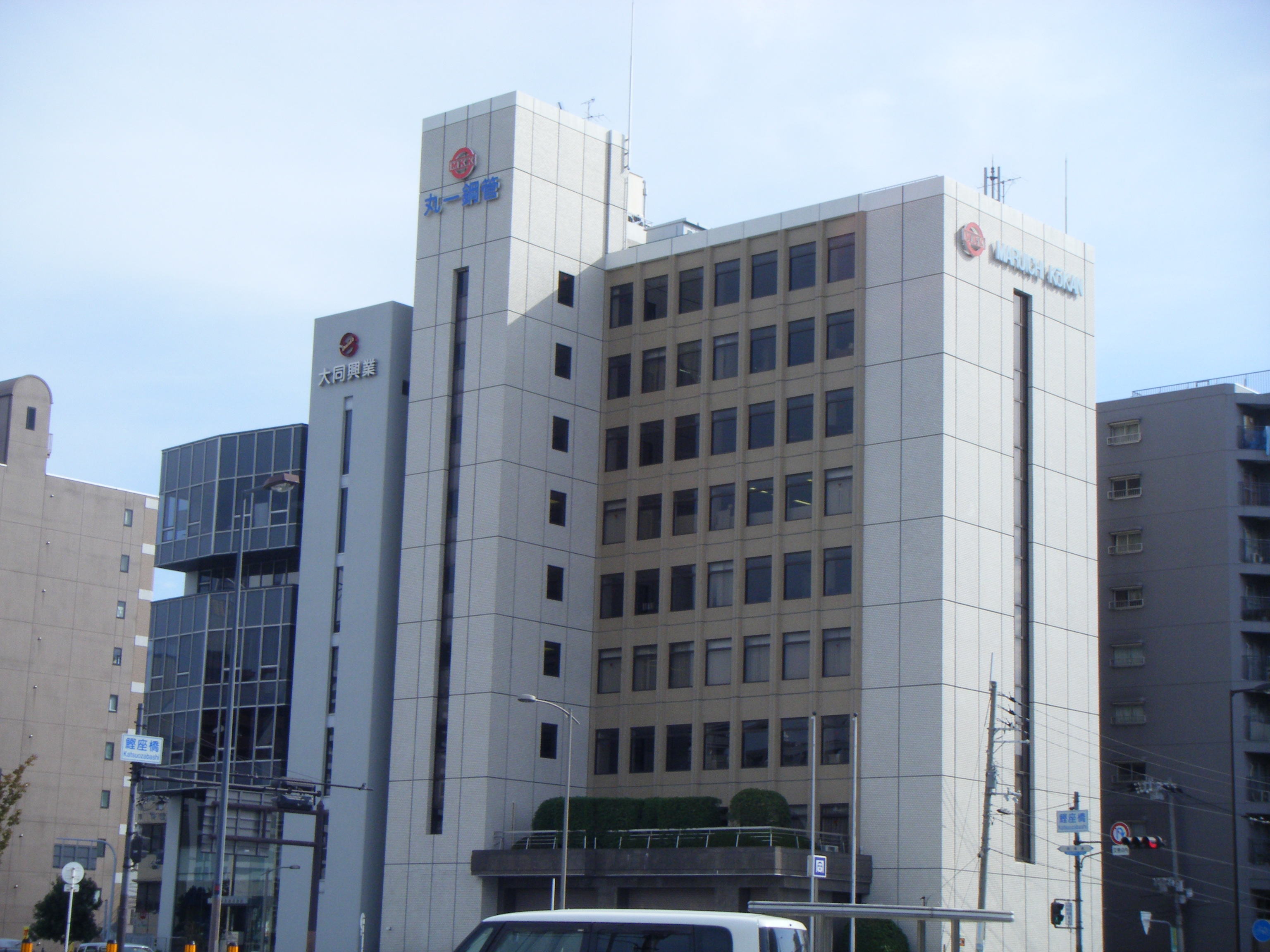
2018年10月8日までの本社ビル

丸一鋼管株式会社（まるいちこうかん、英商号：MARUICHI STEEL TUBE LTD.）は大阪府大阪市中央区難波に本社を置く鋼管の製造・販売メーカーである。東証プライム上場。

## 沿革
- 1913年（大正2年） - 大阪市東住吉区（現・平野区）で自転車部品製造の福松製作所を前身として創業。
- 1926年（大正15年） - 自転車部品製造の丸一製作所を創業。
- 1940年（昭和15年） - 丸一鋼管工場に改称し、自転車部門を分離。
- 1947年（昭和22年） - 株式会社丸一鋼管製作所を設立。
- 1956年（昭和31年） - 大阪出張所を改組し、「丸一鋼販株式会社」を設立。
- 1960年（昭和35年） - 丸一鋼管株式会社と商号変更。
- 1962年（昭和37年） - 東証2部・大証2部に上場。
- 1964年（昭和39年） - 東証1部・大証1部に上場。
- 1970年（昭和45年） - 北海道丸一鋼管株式会社を設立。
- 1971年（昭和46年） - インドネシア鋼管株式会社（ISTW）を設立。
- 1974年（昭和49年） - 四国丸一鋼管株式会社、九州丸一鋼管株式会社を設立。
- 1978年（昭和53年） 
  - 本社を大阪市西区北堀江に移転。
  - マルイチ・アメリカン・コーポレーション（MAC）を設立。
- 2006年（平成18年） 
  - 丸一金属制品（佛山）有限公司（MMP）を設立。
  - ベトナムのサン・スチール・コーポレーション（現・マルイチ・サン・スチール・ジョイント・ストック・カンパニー）の持分取得（2008年に子会社化）。
- 2008年（平成20年） - 米国のレビット・チューブ・カンパニーLLC（現・マルイチ・レビット・パイプ・アンド・チューブLLC）の持分取得（子会社化）。
- 2009年（平成21年） - インドのクマ・ステンレス・チューブ・リミテッド（現・マルイチ・クマ・スチール・チューブ・プライベート・リミテッド）の持分取得（子会社化）。
- 2012年（平成24年） - メキシコにマルイチメックス S.A.de C.V. （現・連結子会社）を設立。
- 2014年（平成26年） - 東京工場を東京第二工場へ統合し、同工場を東京工場と改称。
- 2015年（平成27年） - 米国にマルイチ・オレゴン・スチール・チューブLLC（現・連結子会社）を設立し、同国のEvraz INC.NA社傘下のEvraz Oregon Steelの構造用鋼管事業を譲受ける。
- 2016年（平成28年） - 大阪工場を堺工場へ統合し、大阪工場を大阪倉庫と改称。
- 2018年（平成30年） - 本社を大阪市中央区難波のなんばスカイオに移転。
- 2019年（令和元年） - 東京事務所を東京都中央区京橋の京橋エドグランに移転。
- 2020年（令和2年） 
  - コベルコ鋼管（山口県下関市）の全株式を神戸製鋼所から取得（取得価額は約138億円）、丸一ステンレス鋼管へ商号変更し連結子会社とした。
  - 「Everywhere,MARUICHI どこにでもある、たったひとつの会社に。」のスローガンメッセージを導入。

## 工場
- 東京工場 - 千葉県市川市
- 鹿島特品工場 - 茨城県潮来市
- 名古屋工場 - 愛知県海部郡飛島村
- 堺工場 - 大阪府堺市西区
- 堺特品工場 - 大阪府堺市東区
- 詫間工場 - 香川県三豊市

## グループ企業

### 国内
- 丸一ステンレス鋼管株式会社（山口県下関市）
- 丸一鋼販株式会社
- 北海道丸一鋼管株式会社（北海道苫小牧市）
- 九州丸一鋼管株式会社
- 四国丸一鋼管株式会社
- 株式会社アルファメタル
- カスガ工業株式会社
- 沖縄丸一株式会社（沖縄県浦添市）

### 海外
- Maruichi American Corporation（MAC）
- Maruichi Leavitt Pipe & Tube, LLC（Leavitt）
- Maruichi Oregon Stell Tube, LLC（MOST）
- MARUICHIMEX S.A. de C.V.（Maruichimex）
- Maruichi Sun Steel Joint Stock Company
- Maruichi Sun Steel (Hanoi) Company Limited
- MARUICHI KUMA STEEL TUBE PRIVATE LIMITED
- PT.Indonesia Steel Tube Works（ISTW）
- Maruichi Metal Product（Foshan）Co.,Ltd.(MMP)
- Maruichi Metal Product (Tianjin) Co.,Ltd.(MMP)
- J-Spiral Steel Pipe Co.,Ltd

## 広告活動
かつては、『JNNニュースコープ』（TBS系列・日曜放送分）で、企業イメージCMを放送していた時期もあった。また、2025年に開催が予定されている「2025年日本国際博覧会（大阪・関西万博）」ならびに同博覧会の関連事業である「EXPO EKIDEN 2025」にも協賛しており、同年3月16日にABCテレビ・テレビ朝日系列で放送された「EXPO EKIDEN 2025」の中継でも、同社の企業イメージCMが放送されている。